# Фрюнд, Ганс
Ганс Фрюнд, или Иоганнес Фрюнд (нем. Hans Fründ, англ. Johannes Fründ, после 1400, Люцерн — до 10 марта 1469, там же) — швейцарский хронист, городской писарь Швица, судебный писарь Люцерна и имперский нотариус, автор «Хроники Старой Цюрихской войны».

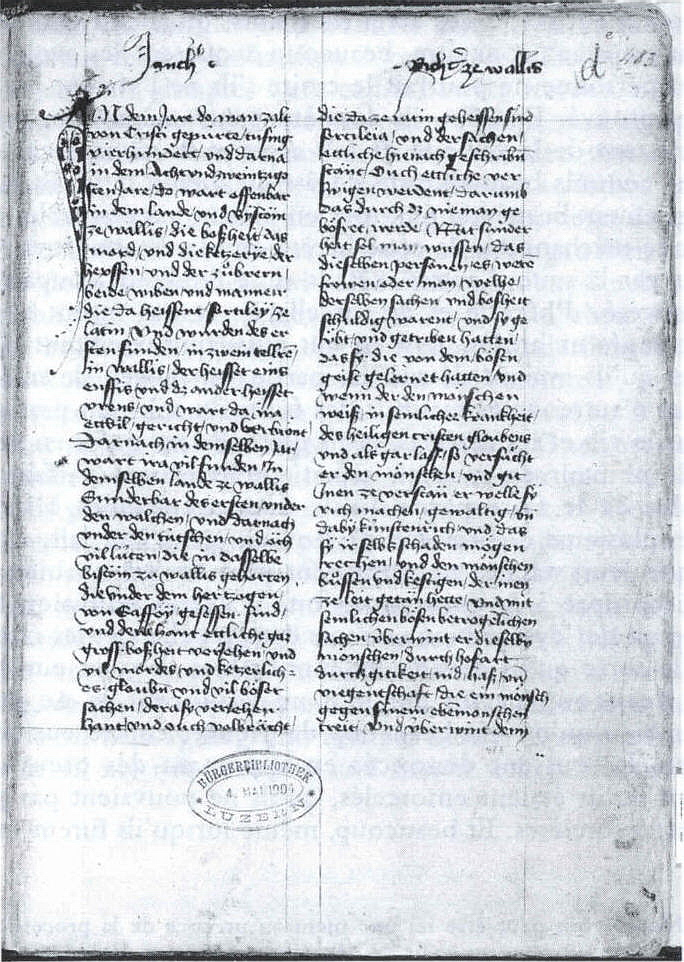
Страница из рукописи Ганса Фрюнда о процессах ведьм в Валлисе (1432). Центральная и вузовская библиотека Люцерна

## Биография
Уроженец и гражданин города Люцерна, где получил образование и с 1429 по 1437 год работал писцом в городском совете при секретаре Эглоффе Эттерлине. В 1437 году получил должность городского писаря в Швице, в 1441 году с одобрения императора назначен был на должность имперского нотариуса. С 1458 года занимал должность земельного канцлера Швица.
Неоднократно документировал заседания федерального собрания Швейцарского союза — тагзатцунга. В качестве войскового писаря участвовал в нескольких военных кампаниях Старой Цюрихской войны (1440—1446). 
В 1457 году, после смерти городского писаря Люцерна Ганса Сакса, подал прошение об утверждении его в этой должности. Принимая во внимание политические пристрастия и заслуги Фрюнда, просьба его была удовлетворена. Но при этом проведена была реорганизация канцелярии Люцерна, с разделением её протокола, после чего должность городского писаря досталась в 1461 году Мельхиору Руссу Старшему, престарелый же Фрюнд назначен был писарем местного суда.
Умер в Люцерне не позднее 10 марта 1469 года, возможно, ещё в 1468 году.

## Семья
Женат был первым браком на Элли Бумбель, вторым — на Адельгейде фон Тенген и третьим — на Маргарите Гиссманн. Оставил некоторое наследство, после его смерти ставшее предметом судебных споров между третьей женой и дочерью от второго брака.

## Сочинения
Основным историческим сочинением Фрюнда является «Хроника Старой Цюрихской войны» (нем. Chronik des Alten Zürichkriegs), составленная около 1447 года на средневерхненемецком языке и охватывающая события этого военного конфликта с 1436 по 1446 год. Помимо прочего, как очевидец Фрюнд задокументировал осаду Грайфензее войсками центральных швейцарских кантонов и Цюрихскую резню (май 1444 г.), описав её далеко не беспристрастно, с явным сочувствием к осаждённым. Представляет интерес также описание им битвы при Санкт-Якобе у Бирса (август 1444 г.) и др. сражений, в которых, однако, он лично не участвовал. Хроника не была доведена до конца, вероятно, из-за болезни её автора, поэтому в ней не нашли отражения ни заключение перемирия в 1447-м, ни подписание мирного договора в 1450 году. 
Невзирая на некоторую предвзятость оценок, обусловленных симпатией автора к конфедератам, хроника представляет ценность как сочинение непосредственного наблюдателя и участника описанных событий, из-за чего некритически использовалась хронистами второй половины XV века Бенедиктом Чахтланом и Диболдом Шиллингом Старшим, в пересказе которых и была в основном известна более поздним авторам. Несмотря на упоминание имени Фрюнда известным швейцарским историком XVI века Эгидием Чуди, оригинальное его сочинение долгое время считалось утерянным, пока в 1871 году не введено было в научный оборот М. Хангербюхлером и не опубликовано в 1875 году Христианом Иммануилом Киндом. Ныне рукопись хроники Фрюнда хранится в библиотеке монастыря Святого Галла в Санкт-Галлене.
Имея по должности доступ ко многим документам городских канцелярий Люцерна и Швица, около 1431 года Ганс Фрюнд составил также критическое и беспристрастное описание гонений на ведьм в кантоне Валлис (нем. Hexenverfolgungen im Kanton Wallis), относившемся к юго-западному швейцарскому диоцезу Сион, начало которых наблюдал как очевидец. Отчёт дошёл до нас в двух манускриптах, один из которых хранится в Национальной и университетской библиотеке Страсбурга, а другой, сохранившийся в приложении к копии «Констанцской всемирной хроники», сделанной Иоганнесом Зумбахом, находится в Центральной и вузовской библиотеке Люцерна и предположительно является автографическим.

## Публикации
- Die Chronik des Hans Fründ, Landschreiber zu Schwytz. Herausgegeben von Christian Immanuel Kind. — Zürich, 1875. — xliii, 305 s. — (Allgemeine Geschichtsforschende Gesellschaft der Schweiz).
- Bericht des Luzerner Chronisten Johann Fründ über die Hexenverfolgung im Wallis // Quellen und Untersuchungen zur Geschichte des Hexenwahns und der Hexenverfolgung im Mittelalter, hrsg. von Joseph Hansen. — Bonn, 1901. — S. 533–537.